# Paratropes pensa
Paratropes pensa är en kackerlacksart som beskrevs av Rehn, J. A. G. 1928. Paratropes pensa ingår i släktet Paratropes och familjen småkackerlackor.
Artens utbredningsområde är Peru. Inga underarter finns listade i Catalogue of Life.